# Distrikt Sóndor
Der Distrikt Sóndor liegt in der Provinz Huancabamba der Region Piura in Nordwest-Peru. Der Distrikt wurde am 2. Januar 1857 gegründet. Er hat eine Fläche von 343 km². Beim Zensus 2017 lebten 7494 Einwohner im Distrikt. Im Jahr 1993 betrug die Einwohnerzahl 7901, im Jahr 2007 8399. Verwaltungssitz ist die 2050 m hoch gelegene Ortschaft Sóndor mit 878 Einwohnern (Stand 2017). Sóndor liegt 9,5 km südsüdöstlich der Provinzhauptstadt Huancabamba.

## Geographische Lage
Der Distrikt Sóndor liegt im Osten der Provinz Huancabamba. Die Längsausdehnung in Nord-Süd-Richtung beträgt 30 km, die Breite liegt bei 13 km. Der Fluss Río Huancabamba fließt entlang der westlichen Distriktgrenze nach Süden. Entlang der östlichen Distriktgrenze verläuft die Wasserscheide der peruanischen Zentralkordillere. Im Norden wird der Distrikt durch den Flusslauf der Quebrada Chantaco, im Süden durch den Flusslauf der Quebrada Mazin begrenzt. Im äußersten Südosten erhebt sich der bis zu 3946 m hohe Cerro Bravo.
Der Distrikt Sóndor grenzt im äußersten Südwesten an den Distrikt Huarmaca, im  Westen an den Distrikt Sondorillo, im Norden an den Distrikt Huancabamba, im Osten an den Distrikt Tabaconas (Provinz San Ignacio) sowie im Süden an den Distrikt Sallique (Provinz Jaén).

## Ortschaften im Distrikt
Im Distrikt Sóndor gibt es neben dem Hauptort folgende weitere größere Ortschaften:
- Agupampa
- Cashacoto (520 Einwohner)
- Cashaynamo
- Chantaco
- Chirimoyo
- Chonta
- Churipampa (265 Einwohner)
- Guardalapa (266 Einwohner)
- Huaricanchi (239 Einwohner)
- Imbo (661 Einwohner)
- La Florida
- Lagunas
- Mancucur
- Maraypampa (220 Einwohner)
- Quevedos
- Pucutay
- San Juan de Higuerones
- Shilcaya (228 Einwohner)
- Shumaya
- Tacarpo (453 Einwohner)
- Tuluce (454 Einwohner)
- Yangua (364 Einwohner)